# Martin Wijnen
M.H. (Martin) Wijnen (Hattem, 3 februari 1966) is een Nederlandse luitenant-generaal van de Koninklijke Landmacht. Vanaf 28 augustus 2019 tot 1 januari 2024 was hij commandant Landstrijdkrachten.
Vanaf 1 januari 2024 is Wijnen werkzaam bij het ministerie van Infrastructuur en Waterstaat als directeur-generaal Rijkswaterstaat.

## Biografie
Wijnen start zijn militaire loopbaan in 1984 als cadet bestemd voor het Wapen der Genie aan de Koninklijke Militaire Academie (KMA). Hij rondt in 1989 de opleiding tot genie-officier af. Na zijn startfunctie als pelotonscommandant van een Pantsergeniepeloton gelegerd in Duitsland komt hij in 1992 als kapitein bij de sectie G3 van de Staf van 1 Divisie ‘7 December’ in Schaarsbergen.
Zijn eerste uitzending was in 1992, als commandant van een mijnenruim- en trainingsteam in Cambodja. Daarna werd hij plaatsvervangend commandant van een constructiecompagnie en volgden in 1995-1996 nog twee missies, één als verbindingsofficier van het noodhulpdetachement na de Orkaan Luis op Sint Maarten en één als plaatsvervangend commandant van de Geniecompagnie van  IFOR-1 in Bosnië en Herzegovina.
In 1997 volgde Wijnen aan het Instituut Defensie Leergangen de cursus Stafdienst, korte tijd later gevolgd door de Hogere Militaire Vorming. Vervolgens werd hij bevorderd tot de rang van majoor en diende als Stafofficier Planintegratie.
Vervolgens volgde hij van 2000 tot 2001 in Fort Leavenworth in Kansas in de Verenigde Staten de “United States Army Command and General Staff College”. Hij behaalde zijn diploma in Master of Military Art and Science (MMAS) na een onderzoek naar interdepartementale samenwerking. Bij zijn terugkeer in Nederland werd hij bevorderd tot luitenant-kolonel en benoemd tot hoofd van de vakgroep Strategie op het Instituut Defensie Leergangen. In 2002 werd hij ingezet bij United States Central Command (USCENTCOM) in Tampa (Florida), als Liaison Officier van het Ministerie van Defensie voor de operatie "Enduring Freedom" en de ISAF-missie in Afghanistan en in 2003 werd hij stafofficier planintegratie bij de Defensiestaf. In 2005 kreeg Wijnen het commando over 11 Pantsergeniebataljon.
Eind 2007 werd hij bevorderd tot kolonel en benoemd tot hoofd van de afdeling Bestuursondersteuning van Commandant Landstrijdkrachten.
In 2009 volgde een uitzending naar Kandahar, Afghanistan, als Hoofd sectie J5  (Plannen) (CJ5 - ‘Chief of the J5 Branch (Plans)’) van het Regional Command South van de ISAF-missie in Afghanistan.
Daarna volgde hij de Leergang Topmanagement Defensie van het Nederlands Instituut voor Internationale Betrekkingen 'Clingendael '. Vanaf medio 2010 was Wijnen als programmamanager gedetacheerd bij de Nationaal Coördinator Terrorismebestrijding. In juni 2012 werd hij bevorderd tot brigadegeneraal en werd hij Plaatsvervangend Directeur Plannen van de Defensiestaf. In januari 2014 kreeg hij het commando over 43 Gemechaniseerde Brigade. Vervolgens werd hij op 28 januari 2016 als generaal-majoor Plaatsvervangend Commandant Landstrijdkrachten, en van 13 juli 2017 tot 1 juli 2019 was Wijnen als luitenant-generaal Plaatsvervangend Commandant der Strijdkrachten.

## Decoraties
Herinneringsmedaille VN-Vredesoperaties 

 Herinneringsmedaille Multinationale Vredesoperaties

 Herinneringsmedaille Vredesoperaties

 Onderscheidingsteken voor Langdurige Dienst als officier met jaarteken XXX

 Landmachtmedaille 

 Kruis voor betoonde marsvaardigheid

 Inhuldigingsmedaille 2013

 Vaardigheidsmedaille van de Nederlandse Sport Federatie (NSF)

 TMPT Kruis (KNVRO)

 VN UNTAC Medaille

 NAVO medaille voor Voormalig Joegoslavië

 NAVO non-artikel 5 medaille

 Ehrenkreuz der Bundeswehr in Gold (Duitsland)
Verder is Wijnen is gerechtigd tot het dragen van de volgende insignes: 

 Onderscheidingsteken voor generale staf-bekwaamheid Landmacht ('Gouden zon‘)

 US Army Command and General Staff College (USACGSC) International Officer Badge (VS)